# Battaglia di Lechfeld
La battaglia di Lechfeld (10 agosto 955) segnò la fine delle incursioni dei Magiari o Ungari in Europa centrale, grazie alla vittoria decisiva dell'esercito del re germanico Ottone il Grande sul capo militare magiaro, l'harka Bulcsú, e i suoi luogotenenti Lehel e Súr.

## Preparativi
Situato a sud di Augusta, Lechfeld è un pianoro che si estende seguendo il corso del fiume Lech. Nella storiografia ungherese la battaglia è annoverata come "battaglia di Augusta". La battaglia pose fine a decenni d'incursioni magiare, che avevano evidenziato l'incapacità dei sovrani germanici di stirpe carolingia di contrastarle efficacemente. L'uso di macchine d'assedio da parte dei magiari contro le mura di Augusta, l'8 e il 9 agosto, testimonia l'adozione da parte degli invasori di tecniche di assalto di stampo occidentale. La caduta della città avrebbe segnato una nuova e più cruenta fase delle loro scorrerie, poiché nemmeno le città fortificate sarebbero più state al sicuro.
Ottone montò il suo accampamento nei pressi della città e unì le proprie forze a quelle del morente Enrico I Duca di Baviera e a quelle del duca Corrado il Rosso, con il suo largo seguito di cavalieri franconi. L'arrivo inaspettato di Corrado infiammò i soldati, che manifestarono la volontà di combattere quanto prima; il ritorno del duca esiliato di Lotaringia fu salutato con entusiasmo anche perché, durante il suo periodo di esilio, il figliastro di Ottone aveva stretto alleanza proprio con i Magiari, ma ora era tornato a combattere sotto le bandiere dei Germani. Avrebbe perso la vita nello scontro che seguì.
Una legione di svevi era giunta sotto il comando del duca Burcardo, che aveva sposato la nipote di Ottone, Edvige. Sotto le insegne di Ottone combatté anche Boleslao I di Boemia, oltre a tremila guerrieri sassoni alle dirette dipendenze di Ottone.
Al comando dei suoi vassalli e dei suoi alleati, Ottone aveva raccolto intorno a sé un esercito forte di almeno 10 000 unità di cavalleria pesante per fronteggiare un esercito nemico di almeno 50 000 unità di cavalleria leggera. Ottone sperava che i suoi cavalieri, pesantemente corazzati e ben armati, avrebbero avuto la meglio sulla cavalleria leggera avversaria. Infatti la tecnica militare dei Magiari era molto simile a quella degli Unni e dei Mongoli: prevedeva di evitare lo scontro diretto, tormentando gli avversari da lontano con lanci di frecce, approfittando poi di qualsiasi apertura nello schieramento nemico.

## La battaglia
Ottone I si mosse sul terreno accidentato disponendo i suoi uomini in una lunga colonna, divisa in reparti a seconda della nazionalità. In testa furono schierati tre reparti bavaresi, seguiti dai franconi e poi dai sassoni dello stesso Ottone. Nella retroguardia furono posizionati due reparti di svevi e un contingente di boemi, che avrebbero dovuto difendere le salmerie. Durante il cammino la colonna fu attaccata alle spalle dai Magiari, che colsero di sorpresa e misero in fuga boemi e sassoni.
A questo punto le truppe tedesche si trovarono accerchiate, ma la disorganizzazione degli ungari giocò a loro favore. Questi, infatti, si misero a saccheggiare i carri invece di chiudere in una morsa i tedeschi. Ottone colse l'occasione e inviò i franconi in retroguardia: i magiari, smontati da cavallo, furono investiti e massacrati.
Con la retroguardia protetta Ottone schierò le truppe in una lunga linea davanti al centro delle forze ungare. Suonò la carica e si lanciò contro il nemico con i suoi cavalieri. Mentre i cavalieri galoppavano contro gli avversari si dice che Ottone abbia urlato: «Ci sono superiori in numero, lo so, ma non hanno né le nostre armi, né il nostro coraggio. Sappiamo anche che essi non hanno l'aiuto di Dio, e questo ci è di grandissimo conforto!».
Poco prima dell'impatto i magiari scagliarono una pioggia di frecce che colpì solamente le corazze e gli scudi tedeschi, e prima che potessero essere in grado di ripetere il lancio furono investiti dalla loro furia. Come previsto da Ottone, la forza dei suoi cavalieri ebbe la meglio sugli avversari, che fuggirono rompendo lo schieramento.

## Conseguenze
Gran parte dei prigionieri di guerra vennero uccisi o rimandati in patria al cospetto del loro sovrano Taksony d'Ungheria con il naso e le orecchie mozzate.
Sul campo di battaglia i nobili germanici esultarono per la vittoria e sollevarono sui loro scudi Ottone, proclamandolo loro Imperatore. Alcuni anni dopo, ancora forte di questa vittoria, Ottone si recò a Roma e si fece incoronare dal pontefice stesso. Nel frattempo i magiari si convertirono al Cristianesimo: le incursioni ungare in Europa potevano dirsi concluse.
La Legio Regia portava come stendardo la bandiera dell'arcangelo Michele e, dato l'esito positivo della battaglia, San Michele divenne il patrono principale del Sacro Romano Impero Germanico (e in seguito della Germania).